# Jesús Mosquera
Jesús Mosquera Bernal (Fuengirola, 23 febbraio 1993) è un attore ed ex calciatore spagnolo, noto per essere il protagonista della serie televisiva Toy Boy (serie televisiva).

## Biografia
Nato nella città di Fuengirola nella provincia di Malaga, ha giocato come difensore centrale nelle giovanili del Malaga dall'età di 12 anni, con un passaggio all'Athletic Bilbao all'età di 16. A 18 anni torna al Málaga, iscrivendosi alla squadra riserve. In seguito si trasferisce poi al Betis Siviglia B e all'Antequera, i suoi ultimi club prima di lasciare il calcio e dedicarsi alla recitazione.
Dopo essere stato scoperto in una palestra a Málaga, svolge un provino per un piccolo ruolo, che lo ha portato a essere scelto come protagonista in Toy Boy.

## Filmografia
- Allí abajo (2018)
- Toy Boy (serie televisiva) (2019)
- Il grande gioco (serie televisiva) (2022)